# José Bragato
José Bragato (Udine, 1915. október 12. – 2017. július 18.) olasz származású argentin csellista, zeneszerző, karmester, hangszerelő és zenei levéltáros. Pályafutása során a Buenos Aires-i Colón Theatre zenekarának vezető csellistája volt. A klasszikus zene mellett sok éven át Astor Piazzolla Nuevo tangó (Új tangó) együttesében is fellépett, ahol csellószólói, amelyek még soha nem szerepeltek tangóban, a Nuevo tangó élvonalába sorolták az 1950-es években. Azóta számos és változatos feldolgozást készített Piazzolla szerzeményeiből.

## Élete és munkássága

### Korai évei
Olaszországban 1915-ben, zenészcsaládban, Enrico Bragato és Erminia Castronin negyedik gyermekeként született. Édesapja és annak idősebb testvére, Giuseppe fuvolaművészek, egy bátyja, Bruno, egy öccse, Enrique és két nővére, Vera és Dina voltak.
1925-ben beiratkozott az udinei Jacopo Tomadini Konzervatóriumba, ahol kórusban énekelt, majd zongorázni tanult; míg testvére, Bruno fuvolázni.

### A fiatal bevándorló
Olaszországban nehéz idők jártak az első világháború után, így 1927-ben édesapja és idősebb testvére, Bruno Argentínába távozott, ahol eleinte Saavedrában Buenos Aires északi részén telepedtek le. José, anyjával és a többi testvérével együtt a következő évben csatlakozott hozzájuk.
José továbbra is zongorázni tanult, míg 1930-ban Brunót fuvolaművészként felvették a Colón Színház zenekarába, édesapja pedig fuvolázott különböző városi zenekarokban. Ugyanebben az évben Buenos Aires városát árvíz sújtotta, amikor a Río de la Plata túlcsordult a partjain, és a Bragato család mindenét elvesztette, José zongoráját is.
1930-ban Bruno kollégája a Colón Színház zenekarában, a német csellista, Ernst Peltz tanár elkezdett ingyenes leckéket adni Josénak csellón, amelyet ő biztosított számára, és ezzel a hangszerrel lépett be a Manuel de Falla Nemzeti Konzervatóriumba. Körülbelül ekkor öccse, Enrique is elkezdett hegedülni, de hamarosan a fagott javára döntött. 1936-ban a család a Córdoba sugárútra költözött,  Buenos Aires központjába.

### Pályája elején
Első nyilvános fellépése 1935 körül volt, argentin és paraguayi népzenével foglalkozott a klasszikus zene mellett, amelyet testvéreivel és apjával játszott. 1937-ben több tangó és dzsessz zenekarban lépett fel. Csellistaként első munkái egyike volt a Mario Maurano, majd később Juan de Dios Filiberto zenekarában (ahol édesapjával játszott akkoriban az Avenida Színházban is). Szakmai karrierje során José olyan paraguayi zenekarokban is muzsikált, mint José Asunción Flores és Francisco Alvarenga együttese.
1946-ban csellistaként csatlakozott a Colón Színház zenekarához, és ugyanabban az évben a Buenos Aires-i Filharmonikus Zenekar vezető csellistája és egyik alapító tagja lett, majd két év múlva otthagyta a zenekart. Ugyanakkor több kamarazenei vonósnégyesben, köztük a Buenos Aires Quartetben és a Carlos Pessina Quartetben csellózott. Ezenkívül tangózenekarokban is játszott, köztük az Orquesta Francini-Pontier-ben, amelyet Enrique Mario Francini hegedűművész és a bandoneonista Armando Pontier alapított.
1950-ben kezdett zenekarokat vezényelni és hangversenyeket szervezni különböző rádióállomásoknak, köztük a Nemzeti Rádiózenekarnak és a Radio Begranónak. A Canal 13 zenekar társalapítója volt Lucio Milena olasz zenésszel, majd csatlakozott Leo Lipeskerhez és a Primer Cuarteto de Cámara del Tangóhoz.
Ebben az időszakban Atilio Stampone tangózenekarához szerződött, és felkérést kapott Aníbal Troilo és Osvaldo Fresedo tangózenekarának felvételein való közreműködésre.

### Nuevo Tango
1955-ben Ástor Piazzolla megalapította az Octeto Buenos Aires és Orquesta de Cuerdas vonószenekart, és meghívta Josét, szólót játszani ezekben a Nuevo tangó együttesekben. Korábban a hegedű volt az egyetlen húros hangszer, amely  a tangó szólóhangszereként szerepelt. A Nuevo tangó, amely új harmóniákat és dallamos szerkezeteket tartalmazott, örökre megváltoztatta a tangó hangját. Ettől a pillanattól kezdve lelkes rajongója és közeli barátja lett Piazzollának, aki később egyik tangókompozícióját, a Bragatissimót neki ajánlotta, tisztelgve a hosszú évek óta tartó szoros együttműködésük előtt.
Az 1956–57-es időszakban számos felvételt készített az Octetóval és az Orquestával, majd később csatlakozott Piazzolla Nuevo Octetójához, a Conjunto 9-hez, később pedig a New Tango Sextethez, az utolsó együtteshez. A Piazzollával való számos fellépésen kívül idejének nagy részét azzal töltötte, hogy az ő zenéjét rendezte duók, triók, vonósnégyesek és teljes zenekarok számára, amelyek segítettek a tangó eljuttatásában a széles nemzetközi közönséghez.

### A száműzetés évei
Az argentin katonai diktatúra 1976 és 1982 közötti időszakában elhagyta Argentínát, és a brazil Orquestra Sinfonica de Porto Alegre (OSPA) fő csellistája lett. Három évvel Argentína elhagyása után csatlakozott a brazil Natalban működő Universidade Federal do Rio Grande do Norte (UFRN) egyetemhez, ahol a Quartetto UFRN tagja volt Won Mo Kin koreai hegedűművésszel, Reinaldo Couto brazil és Mark Cedel amerikai hegedűssökkel együtt. Brazíliában töltött ideje alatt számos komolyzenei archívumot alapított, és több kamarazenei együttes karmestere volt. Ugyanakkor elismert hangszerelője volt a paraguayi népzenének, beleértve a guaraniast és a polkát.

### Későbbi évek
1982-ben visszatért Argentínába, ahol kinevezték a SADAIC (Argentin Zenei Szerzők és Zeneszerzők Társasága) argentin népszerű zenei archívumának zeneértékelőjévé. A SADAIC az argentin zeneszerzők zenéjének népszerűsítését segíti elő világszerte azáltal, hogy ingyenes kottákat biztosít a nonprofit zenei és oktatási intézményeknek.
Utolsó önálló fellépése 80 éves korában, az Atilio Stampone együttesnél volt a Radio City Music Hallban, New Yorkban, Julio Bocca argentin balett-táncos társaságával.
Graciela y Buenos Aires, cselló- és vonószenekari tangó című szerzeménye az európai szimfonikus tangórepertoár alappillére lett, ahol műveit széles körben előadják.
2017. július 18-án halt meg 101 és fél éves korában.

## Díjak és elismerések
- Tiszteletbeli doktori cím (Doctor Honoris Causa), Universidade Federal do Rio Grande do Norte, Natal Brasil
- Francisco Canaro-díj életművéért, amelyet a SADAIC adományozott 1999-ben
- Buenos Aires város „Merito a la Trayectoria” díja, 1999
- Latin Grammy-díj 2002-ben, zeneszerzői tevékenységéért és Piazzolla-vonósnégyesek szóló zenéjének rendezéséért
- „Due Mondi” Friuli, Olaszország

## Kompozíciók
- A Mauricio (Guarania y Galopa Paraguaya)
- A un Amigo
- Amo Ka Aru lado
- Ave Maria Andina
- Campanas de la Encarnacion
- Chacarera
- Cuatro Fragmentos Liricos
- Cuatro Bocetos Sobre Ritmos
- Dos Canciones Argentinas
- Dos Canciones sobre Ritmos Paraguayos
- El Instante Anhelado
- El Vals de Laura Andrea
- Elsita
- Fantasía Folklórica
- Farra Jhape Sapucai
- Flauta Retozona
- Graciela és Buenos Aires
- Impresszionista
- Emlékére
- Vezérmotívum
- Lis Ciancons Che Ciantave Me Mari
- Luz Del Corazón
- Malambo
- Marcha Funebre Para Mis Padres
- Melodía Para Mis Padres
- Mi Paraguay
- Milontan
- Minibi Retia E
- Nieblas
- Noposepe
- Para Adriana
- Para Candy
- Para Gina
- Paraguay - Yasî Retá
- Saudade
- Sé Que Te Perdí
- Solo Una Vez
- Lakosztály vonósoknak
- Techagaú
- Tres Canciones Paraguayas
- Tres Movimientos Porteños
- Triste y Zamba
- Tu Silencio
- Vanguardista
- Villancico

## Fordítás
Ez a szócikk részben vagy egészben  a   José Bragato című angol Wikipédia-szócikk ezen változatának fordításán alapul.  Az eredeti cikk szerkesztőit annak laptörténete sorolja fel. Ez a jelzés csupán a megfogalmazás eredetét és a szerzői jogokat jelzi, nem szolgál a cikkben szereplő információk forrásmegjelöléseként.